# 松平康直
松平 康直（まつだいら やすなお）は、安土桃山時代の武将。長沢松平家9代当主。

## 略歴
8代当主で徳川十六神将の一人・松平康忠の子として誕生。母は徳川家康の異母妹・矢田姫。
天正16年（1588年）に元服し、家康の偏諱を受けて康直と名乗る。父・康忠は康直に家督を譲り、京都に隠棲する。天正18年（1590年）、小田原征伐に参戦し岩槻城を攻撃する。戦後、その戦功により武蔵国深谷城主となり、1万石を与えられるが、文禄2年（1593年）に父に先立って病没し、康直が開基として創建した三高院に葬られた。享年25。
嗣子が無く、長沢松平家の名跡は家康の七男・松千代（慶長4年（1599年）死去）、次いで六男・忠輝が継いだ。
三高院にある康直の墓石（宝篋印塔）は深谷市文化財に指定されている。